# San Pietro al Tanagro
San Pietro al Tanagro é uma comuna italiana da região da Campania, província de Salerno, com cerca de 1.640 habitantes. Estende-se por uma área de 15 km², tendo uma densidade populacional de 109 hab/km². Faz fronteira com Atena Lucana, Corleto Monforte, San Rufo, Sant'Arsenio, Teggiano.

## Demografia
| Variação demográfica do município entre 1861 e 2011                               |
|                                                                                   |
| Fonte: Istituto Nazionale di Statistica (ISTAT) - Elaboração gráfica da Wikipedia |